# باشگاه فوتبال بخارا
باشگاه فوتبال بخارا یا دستهٔ فوتبال بخارا یک باشگاه فوتبال ازبکستانی در شهر بخارا است. آن‌ها در بالاترین سطح لیگ فوتبال ازبکستان بازی می‌کنند.

## تاریخچه
این باشگاه با نام بخارا در سال ۱۹۶۰ میلادی بنیانگذاری شد. در سال ۱۹۸۹ باشگاه به نورافشان تغییر نام داد . در دههٔ ۱۹۹۰ این باشگاه در لیگ دوم منطقهٔ «شرق» اتحاد جماهیر شوروی در جایگاه چهارم قرار گرفت. بخارا نخستین بازی خود را در لیگ ازبکستان در سال ۱۹۹۲ بازی کرد. بهترین عملکرد باشگاه در اولی لیگ است که پس از نفتچی فرغانه در فصل سال ۱۹۹۴ صعود کرد. اف‌کی بخارا سه بار به نیمه نهایی جام ازبکستان در جام حذفی رسید. در سال ۲۰۰۵ نیمه نهایی را به نفتچی فرغانه دررفت و برگشت با نتیجهٔ ۳–۱ باخت و در ۲۰۱۲ با نتیجهٔ ۵–۳ به نسف باخت. پس از فصل ۲۰۱۳ که به پایان رسیده بود، در ۱۰ نوامبر ۲۰۱۳ ادگار گس سرمربی تازهٔ این دستهٔ فوتبال بخارایی شد که جایگزین تاچ‌مراد آگامورادوو بر نیمکت فنی این تیم نشست.

### تغییر نام
- ۱۹۶۰–۶۷: بخارا
- ۱۹۶۷–۸۰: فکل
- ۱۹۸۰–۸۸: بخارا
- ۱۹۸۹–۹۷: نورافشان
- ۱۹۹۷–تاکنون: بخارا

## افتخارات
- ازبکی لیگ:

صعود به دیدار پایانی: ۱۹۹۴
- لیگ اول ازبکستان: ۱

برنده: ۲۰۱۰